# Underworld - La ribellione dei Lycans
Underworld - La ribellione dei Lycans (Underworld: Rise of the Lycans) è un film del 2009, diretto da Patrick Tatopoulos, terzo capitolo della serie di Underworld, che funge da prequel alla storia, narrando le origini della guerra tra Vampiri e Lycan.
Protagonisti sono Bill Nighy e Michael Sheen, nei panni, rispettivamente, del Vampiro Viktor e del Lycan Lucian (già apparsi nel primo film della serie), mentre Rhona Mitra interpreta Sonja, la figlia vampiro di Viktor e interesse amoroso di Lucian.

## Trama
La storia è ambientata centinaia di anni prima degli eventi narrati nel film Underworld.
Viktor è l'attuale Anziano che ha il dominio su un vasto territorio controllato dai Vampiri, attualmente in guerra con i lupi della stirpe di William, anch'essi discendenti di Corvinus insieme ai Vampiri.
Un giorno nacque Lucian e Sonja, figlia di Viktor, cresce all'interno delle mura insieme a Lucian (da sempre trattato come uno schiavo) e riconosciuto da Viktor come il primo dei Lycan, che, a differenza della stirpe di William (lupi mannari incapaci di riprendere la forma umana), poteva trasformarsi a proprio piacimento. Per evitare la trasformazione gli viene forgiato un collare con aculei di ferro, la cui chiave è custodita da Viktor.
Negli anni nasce una relazione tra Sonja e Lucian, che tengono nascosta anche a Viktor, finché un giorno Lucian, non sopportando più una vita fatta di prigionia e schiavitù, pianifica una fuga insieme alla donna, la quale è rimasta incinta. Durante una spedizione per scortare dei nobili e degli schiavi, che dovevano giungere alla fortezza di Viktor, Sonja rimane in pericolo e Lucian disarciona una delle guardie rubando il cavallo per poterla salvare a seguito di un attacco nella foresta da parte dei lupi della stirpe di William. Dopo una breve, ma sanguinosa battaglia, Lucian giunge in tempo e, con una copia della chiave del collare da lui stesso forgiata, riesce a trasformarsi evitando una carneficina, venendo però poi ferito e catturato dai vampiri e, insieme agli schiavi, portato nelle segrete della fortezza, di nuovo in prigionia.
Tanis, il consigliere di Viktor, si accorge e scopre della relazione tra il Lucian e Sonja e la Vampira, per  mantenere il suo silenzio, gli offre il suo posto nel Consiglio dei vampiri. Inoltre, gli chiede di restituire la chiave forgiata da Lucian per poterlo liberare e attuare la fuga da lui pianificata insieme agli schiavi per poter raggiungere la foresta e creare un esercito in modo da sconfiggere Viktor. Anche se con delle perdite, un piccolo gruppo di schiavi (ora trasformati in Lycan) riesce a fuggire con Lucian reclutando uomini nei villaggi vicini per unirsi alla causa contro i Vampiri, in quanto Viktor era solito far pagare dei dazi e delle tasse ai nobili dei villaggi e sfruttarli nei lavori nelle miniere per estrarre l'argento con cui combattere la stirpe di William.
I sospetti della riuscita della fuga di Lucian cadono tutti su Tanis, in quanto la chiave originale era stata chiusa da lui stesso nell'armeria. Avendo Lucian usato, però, la copia che aveva creato all'insaputa di Viktor, Tanis riesce a ingannare Viktor che, quindi, lo reputa "degno di fiducia" e gli risparmia la vita. Viktor viene alla scoperta della relazione tra Lucian e Sonja e, una volta imprigionata la figlia, manda un messaggero per dire a Lucian che la ucciderà, facendolo così uscire allo scoperto per farlo tornare e uccidere anche lui. Sonja viene giustiziata, facendola bruciare viva con la luce solare, con Lucian incatenato davanti a lei e così obbligato a guardare morire l'amata. In preda alla furia, Lucian si trasforma e riesce quasi a scappare uccidendo numerose guardie, ma viene fermato proprio sulla cinta delle mura della fortezza, e con ruggito (o richiamo) comincia a sentirsi un frastuono proveniente dalla foresta. I lupi mannari della stirpe di William sentono il richiamo e attaccano la fortezza di Viktor, insieme ai Lycan, comandati dagli schiavi Raze e Christov.
Dopo una sanguinosa battaglia, i lupi hanno la meglio e conquistano la fortezza e Lucian riesce a sconfiggere Viktor, il cui corpo, cadendo in un pozzo, viene poi recuperato da Tanis, che ha portato con sé le bare in cui riposano gli Anziani (Amelia e Marcus) a bordo di un galeone, fuggendo così lontano.
Lucian diventa così il leader dei Lycan e, nello scontro con Viktor, è riuscito a prendere la chiave della tomba di William, da sempre custodita da Sonja. 
La scena finale del film si ricollega alla scena iniziale del primo film della serie, dove si vede la Vampira Selene appostata sopra una torre, osservando le azioni dei Lycan, con in sottofondo la voce del Vampiro Kraven che le rivela la verità sulle azioni crudeli compiute da Viktor, tra cui anche l'uccisione di Sonja.

## Produzione
Nel settembre 2003, la Screen Gems, prima di pubblicare Underworld, annunciò che avrebbe prodotto una trilogia e che, l'ultimo capitolo sarebbe stato un prequel.
Nel dicembre 2005, Len Wiseman, disse che il franchise di Underworld fu concepito originariamente come trilogia:
Durante un'intervista avvenuta il giugno 2006, Wiseman parlò del terzo film:
L'ottobre 2006, l'attore Michael Sheen dichiarò di volere interpretare Lucian nel terzo film. Al Comic-Con del 2007 tenutosi a San Diego, venne annunciato che Patrick Tatopoulos avrebbe diretto il film.
Il 26 ottobre 2007, il prestigioso The Hollywood Reporter annunciò il titolo ufficiale del film Rise of the Lycans, ed inoltre riportò l'assunzione di Danny McBride nel ruolo di sceneggiatore. Len Wiseman venne ingaggiato come produttore, mentre l'attrice Kate Beckinsale rifiutò di tornare nel ruolo di Selene, ma il suo personaggio compare comunque nella scena finale del film, utilizzando immagini di repertorio del primo film della serie.
Le riprese del film si sono svolte nelle location poste ad Auckland (Nuova Zelanda) e Roxboro (Carolina del Nord).

## Distribuzione
Il film è stato distribuito nelle sale italiane il 20 febbraio 2009.